# Protothronia
Protothronia (altgriechisch Πρωτοθρονία Prōtothronía, deutsch ‚auf dem ersten Platze sitzend‘) ist eine Epiklese der griechischen Göttin Artemis, mit der sie auf Samos und in Ephesos verehrt wurde.
Pausanias berichtet, dass Artemis Protothronia im Tempel der Artemis in Ephesos einen Altar hatte, über dem die Epiklese angeschrieben stand. Auf der Umfassungsmauer des Altars befand sich eine Statue des Bildhauers Rhoikos, die von den Ephesern als Nyx gedeutet wurde. Ihre Verehrung auf Samos ist bei Kallimachos von Kyrene überliefert, der sie in seinem Hymnos an Artemis unter anderem mit diesem Namen anruft. Da die oberste Göttin von Samos aber Hera war, wird die Stelle als Hinweis darauf gelesen, dass Artemis vor Hera Hauptgöttin von Samos gewesen sei und ein Kultwechsel stattgefunden habe. Damit wird auch die Stelle in den Dionysiaka des Nonnos von Panopolis erklärt, in der Hera der Beiname Protothronia gegeben wird.
Da in der griechischen Kunst die Darstellung einer thronenden Artemis völlig unbekannt ist, wurde vorgeschlagen, Prōtothronía und das dazugehörende Adjektiv prōtóthronos nicht zu θρόνος thrónos, deutsch ‚erhabener Sitz, Thron‘, sondern zu θρόνα thróna, einem selten belegten Wort für ‚Blumenwerke in Stickereien, Kräuter‘, zu stellen, womit es sich um den Kult einer Frühjahrsgöttin handeln würde. Als Throna wurden auch Textilien bezeichnet, auf denen Blüten und Knospen zu sehen waren. Auf römischen Kopien ephesischer Kultstatuen finden sich zudem Blütenknospen und Bienen, die auf eine entsprechende Dekoration der den Kultstatuen angelegten Gewänder hinweisen.